# 新屯水库
新屯水库是中国云南省曲靖市的一座水库，库区全部位于沾益区炎方乡境内，但由宣威市管理。位于盘龙河上，建于1958年。水库正常库容为1100万立方米，集雨面积为46平方千米，海拔为96米。